# 聖訓學
聖訓學是穆斯林學者用來甄別聖訓真偽的學門。在聖訓學裡，傳述世系（sanad）與正文（matn）兩者都是很重要的概念。聖訓學就是要研究傳述世系與聖訓正文的真偽，藉以甄別出可靠的「正訓」（sahih）。「正訓」的意思就是「道地的」，用來作為聖訓集的名稱時中文一般翻譯為「實錄」，例如《布哈里聖訓實錄》（Sahih al-Bukhari）與《穆斯林聖訓實錄》（Sahih Muslim）。但“sahih”這個字未必用來作為聖訓集的名稱，有的直接使用「聖行」（sunnah）一字，意思是記載穆罕默德的言行，例如《艾布·達吾德聖訓集》（Sunan Abi Dawood）與《鐵密濟聖訓集》（Sunan al-Tirmidhi）伊本·哈吉爾·阿斯卡拉尼認為這樣的定義比較好：聖訓學是一種知識，傳述者與傳述的內容都必須確認無誤。

## 聖訓學的重要性
讓信徒們開始明白，由過去的歷史來驗證現今發生的一切事情。